# 川崎医科大学
川崎医科大学（かわさきいかだいがく、英語: Kawasaki Medical School）は、岡山県倉敷市松島577番地に本部を置く日本の私立医科大学。1970年創立、1970年大学設置。略称は川崎医大。名称の「川崎」は創立者の川﨑祐宣に由来している。

## 概観
岡山市内の川崎病院を母体として、学校法人川崎学園が1970年に開学。杏林大学や北里大学と同時期に開学した私立新設医科大学の1つである。川崎病院は、本大学設立後に「川崎医科大学附属川崎病院」となり、2016年に移転・改称して「川崎医科大学総合医療センター」となった。
中国・四国地方で唯一医学部を持つ私立大学であり、近年は地域の医師確保のため、中国・四国地方で医療活動を行うことを出願条件とした推薦入試を実施している。
日本の医科大学で唯一の附属高等学校（川崎医科大学附属高等学校）を有する。医療人としてふさわしい人間性・知性を早いうちから涵養するために、大学と同年に開校したもので、高校の段階で医学教育を行ない、卒業生の約9割は川崎医科大学へ進学する。

### 建学の理念
- 人間をつくる
- 体をつくる
- 医学をきわめる

## 沿革

### 年表

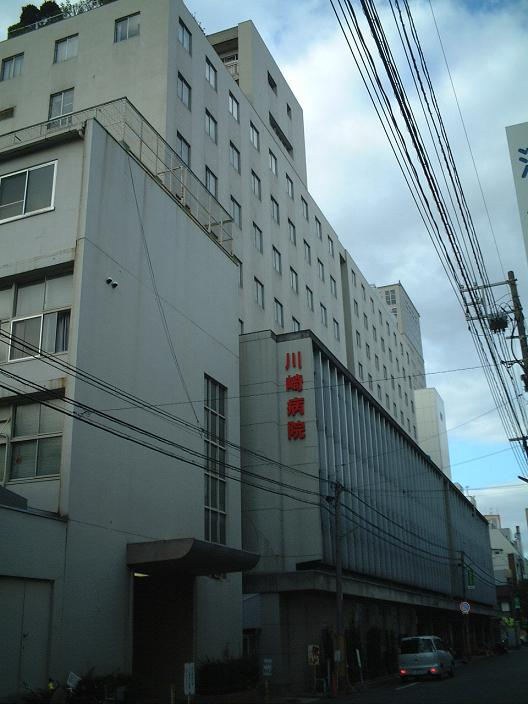
旧・川崎医科大学附属川崎病院（岡山市）

- 1968年（昭和43年） - 学園設置認可
- 1970年（昭和45年） - 川崎医科大学開学（医学部医学科）
- 1976年（昭和51年） - 大学院博士課程開設（医学研究科医科学専攻）
- 1977年（昭和52年） - ミネソタ大学姉妹提携
- 1979年（昭和54年） - 救命救急センター開設
- 1982年（昭和57年） - 首都医科大学 (en:Capital Medical University)（旧：北京第二医学院）姉妹提携
- 1984年（昭和59年） - 上海中医薬大学（旧：上海中医学院）姉妹提携
- 1994年（平成6年） - 中四国初高度救命救急センター開設。日本の大学初OSCE導入。
- 2001年（平成13年） - ドクターヘリ運行開始
- 2002年（平成14年） - オックスフォード大学グリーンカレッジ交流協定
- 2004年（平成16年） - 川﨑祐宣記念講堂完成
- 2016年（平成28年） - 川崎医科大学総合医療センター 開院

## 教育および研究

### 組織

#### 学部
- 医学部
  - 医学科

#### 大学院
- 医学研究科
  - 医科学専攻

#### 関連施設
- 川崎医科大学附属病院
- 川崎医科大学総合医療センター
- 川崎医科大学高齢者医療センター
- 川崎医科大学現代医学教育博物館

## 系列校
- 川崎医療福祉大学
- 川崎医療短期大学
- 専門学校川崎リハビリテーション学院
- 川崎医科大学附属高等学校
- かわさきこども園

## 交通アクセス

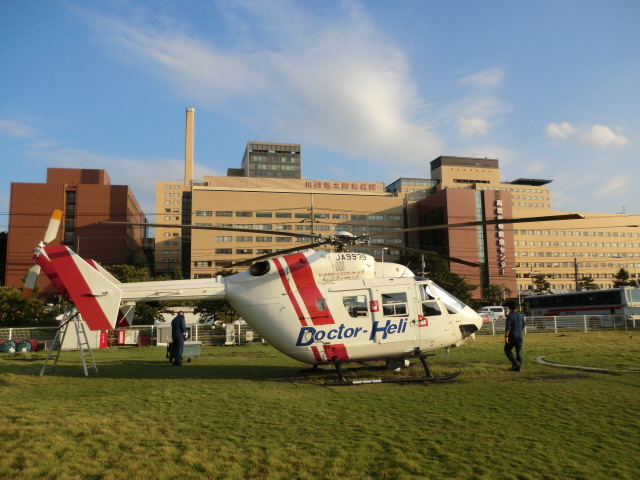
ドクターヘリ

- 鉄道 - 西日本旅客鉄道 山陽本線・伯備線 中庄駅 徒歩10分
- バス
  - 構内バス停 ﹙下津井電鉄バス）
  - 川崎医大前バス停（岡山県道162号岡山倉敷線）

## Wiki関係他プロジェクトリンク
- ウィキメディア・コモンズには、川崎医科大学に関するカテゴリがあります。